# Dorfkirche Asbach

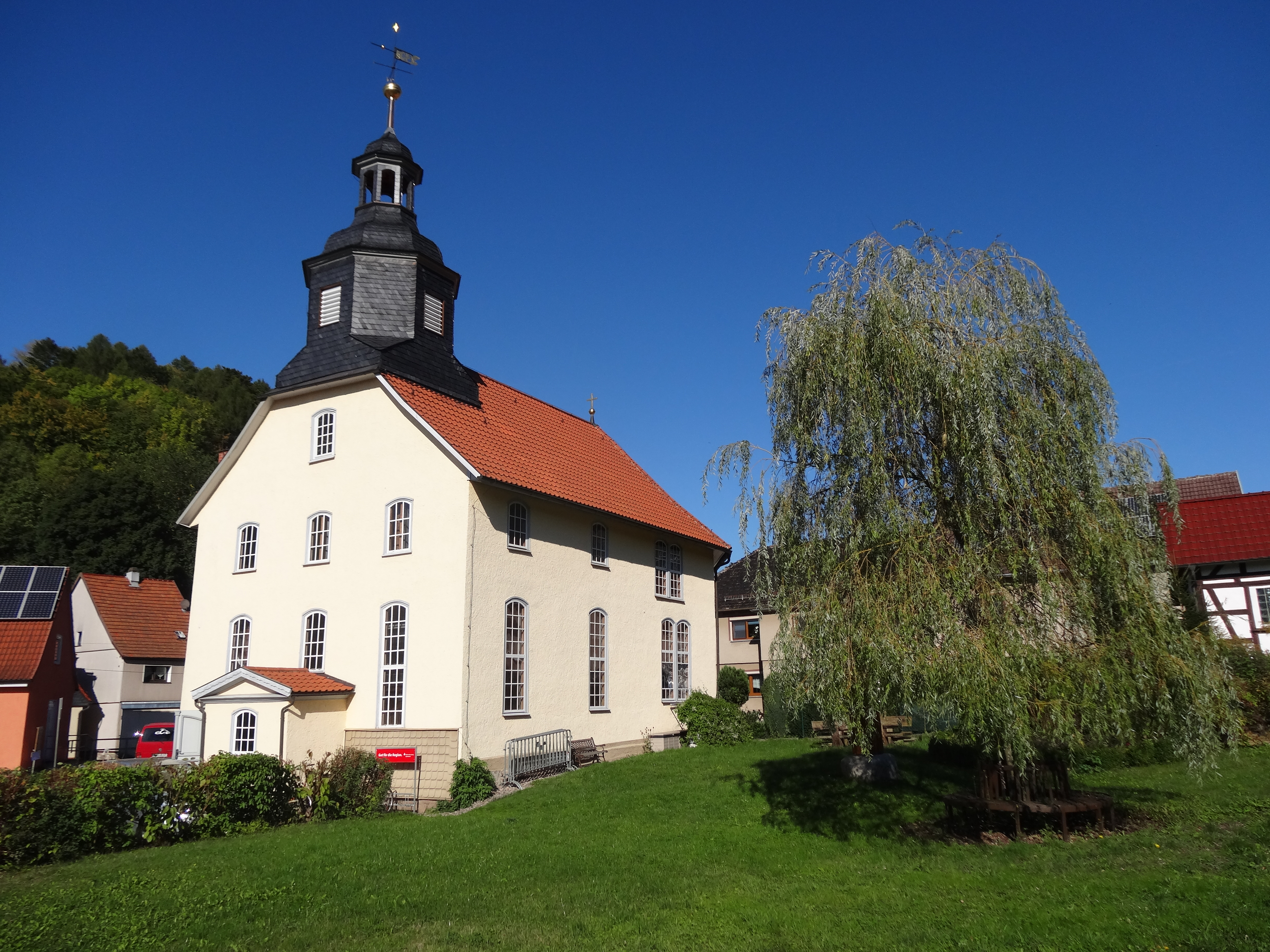
Dorfkirche Asbach

Die evangelisch-lutherische Dorfkirche Asbach steht in der Talstraße 79 im Ortsteil Asbach der Stadt Schmalkalden im Landkreis Schmalkalden-Meiningen in Thüringen. Die Kirchengemeinde Asbach gehört zum Kirchenkreis Schmalkalden in der Evangelischen Kirche von Kurhessen-Waldeck.
Die Saalkirche steht im Ortszentrum. Einen Vorgängerbau gab es bereits 1593. Die heutige verputzte Fachwerkkirche wurde anstelle der alten Kirche errichtet und am 17. September 1723 eingeweiht. 1905 und in den 1960er Jahren wurde die Kirche restauriert. Das Langhaus mit dachziegelgedecktem Satteldach hat einen dreiseitigen Abschluss des Chorraumes im Osten.
Der verschieferte Dachreiter im Westen mit gedrungener Haube ist mit einer Laterne bekrönt. Den schlichten Saal überspannt ein Muldengewölbe; er wird von zweigeschossigen dreiseitigen Emporen sowie einer Orgelempore über der Apsis umgeben. Die 1747 von T. G. Fabarius aus Schmalkalden geschaffene bäuerliche Darstellung des Abendmahles an der Decke über dem Altarraum bildet den letzten Rest einer einst vorhandenen Wand- und Deckenmalerei. Die ursprünglich reiche barocke Ausstattung wurde bei der Restaurierung von 1905 teilweise entfernt. Im Originalzustand erhalten blieb der Tischaltar auf fünf steinernen Balustern von 1723. Die Basis, der Schaft und das Becken des Taufsteins, ebenfalls von 1723, bestehen aus Sandstein.
Fünf farbige kleine ovale Glasscheiben von 1624 aus dem Vorgängerbau – nunmehr im Fenster der Südseite – stellen die Erschaffung Evas, Jakobs Traum, die Vertreibung aus dem Paradies, die Kreuzigung und Auferstehung Christi dar.
Eine Orgel wurde im 18. Jahrhundert aufgestellt. Im Jahr 2019 wurde das Instrument durch einen Neubau von Waldkircher Orgelbau ersetzt. Seitdem hat die Orgel neun Register auf zwei Manualen und Pedal.